# Росинг, Эва
Э́ва Луи́з Ро́синг (англ. Eva Rausing), в девичестве — Ке́мени (англ. Kemeny; 7 марта 1964, Гонконг — 9 июля 2012, Белгравия, Лондон, Англия, Великобритания) — английская бизнесвумен. Выйдя замуж за Ганса Кристиана Росинга , Эва стала членом известного шведского богатого семейства Росинг, основателей компании «Tetra Pak» по производству упаковок, упаковочных автоматов и оборудования для переработки жидких пищевых продуктов. У Росинг и её супруга было четверо детей.
48-летняя Эва умерла 9 июля 2012 года у себя дома в Белгравии (Лондон, Англия, Великобритания) от передозировки наркотиков.